# 黎巴嫩阿拉伯語
黎巴嫩阿拉伯語（阿拉伯語：عَرَبِيّ لُبْنَانِيّ，羅馬化：ʿarabiyy lubnāniyy，黎巴嫩阿拉伯语发音转写：ʿarabe lebnēne，發音：[ˈʕaɾabe ləbˈneːne]；也作「黎巴嫩語」 (阿拉伯語：لُبْنَانِيّ，羅馬化：lubnāniyy，黎巴嫩阿拉伯语发音转写：lebnēne，發音：[ləbˈneːne])）是黎凡特阿拉伯語的一種，是黎巴嫩的主要口頭語言。黎巴嫩阿拉伯語深受其他中東及歐洲語言的影響，加之黎巴嫩的多元文化和多種語言環境，黎巴嫩阿拉伯語在一定程度上不同於其他地區的阿拉伯語。黎巴嫩阿拉伯語屬於北黎凡特阿拉伯語的中北黎凡特阿拉伯語。民族語網站為北黎凡特阿拉伯語設定的代號是apc。
黎巴嫩阿拉伯语是公元7世纪之前传入黎凡特地区的阿拉伯语方言的后裔，其逐渐取代了亞拉姆語（一种来自亚兰地区的语言，此前其已取代了本土的腓尼基语），成为地区通用語。由于长期的語言替換过程，黎巴嫩阿拉伯语具有显著的阿拉姆语底层及后来的非闪语（如奥斯曼土耳其语、法语和英语）上层。作为黎凡特阿拉伯语的一种，黎巴嫩阿拉伯语与敘利亞阿拉伯語口音最为接近，并与巴勒斯坦阿拉伯語和约旦阿拉伯语有许多共同之处。
由于黎巴嫩人使用多种语言且普遍存在双语现象（大多数黎巴嫩人会说两种或三种语言），许多黎巴嫩人在日常讲话中倾向于在黎巴嫩阿拉伯语、法语和英语之间进行語碼轉換，或是将几门语言混用。黎巴嫩阿拉伯语在黎巴嫩侨民中亦有使用。

## 與書面阿拉伯語的不同
黎巴嫩阿拉伯語與當代其他地區的阿拉伯語有許多共同特徵，與書面阿拉伯語也有著不同的音節結構。書面阿拉伯語的音節開頭必須是一個輔音，其後緊接著一個元音；而黎巴嫩阿拉伯語的音節開頭卻經常有兩個輔音。
- 句法：更為簡單，無語氣與格位標記。
- 數：動詞在任何時候都須與主語性數一致，無論主語是否已提及。
- 詞彙：有大量借詞，大約47%來自阿拉伯語，40%來自敘利亞語，5%來自奥托曼土耳其語，5%來自希臘語，3%來自法語和英語。

### 例子
以下是書面阿拉伯語與黎巴嫩阿拉伯語區別的例子。咖啡（قهوة），書面阿拉伯語：/ˈqahwa/，黎巴嫩阿拉伯語：[ˈʔahwe]。[q]對應[ʔ]，末尾ة前的/a/變為[e]。

## 黎巴嫩阿拉伯語的方言
儘管大多數黎巴嫩人能都理解通用的黎巴嫩阿拉伯語，黎巴嫩的不同地區也有自己獨特的方言，不論是在語音、語法還是詞彙方面。

較為通用的方言包括：
- 貝魯特方言
- 北部方言
- 南部方言
- 貝卡方言
- 黎巴嫩山區方言

## 其他语言的影响
黎巴嫩在阿拉伯化之前使用的是亚拉姆语。阿拉伯化后，与亚拉姆语相近的阿拉伯语变得流行起来，但也保留有很多亚拉姆语的词汇和语法。亚拉姆语在当代黎巴嫩口语中仍有着很大的影响。这导致了黎巴嫩阿拉伯语与标准阿拉伯语在发音、单词、语法上都有不同。
| 标准阿拉伯语 | 黎巴嫩阿拉伯语 | 说明                 |
| ------------ | -------------- | -------------------- |
| كذاب、ثعلب   | كداب、تعلب     | 字母读音不同         |
| كتابهن       | كتابن          | 代词不同             |
| يَركض、حَكى    | يِركض、حِكي      | 动词标音不同         |
| أحب أن أشتغل | بحب اشتغل      | 不用“أن”连接两个动词 |

此外，黎巴嫩阿拉伯语中还有大量西方语言的成分。如：
| 黎巴嫩阿拉伯语 | 标准阿拉伯语 | 意思   |
| -------------- | ------------ | ------ |
| ميرسي          | شكرا         | 谢谢   |
| بونجور         | صباح الخير   | 早上好 |
| أوكازيون       | تنزيلات      | 大降价 |

## 書寫系統
黎巴嫩阿拉伯語通常不用於書面，除了某些小說中的對話及用黎巴嫩阿拉伯語寫的詩歌中。黎巴嫩阿拉伯語也廣泛運用於黎巴嫩歌曲、戲劇、電視、廣播，特別是زجل（一種歌唱形式）。

黎巴嫩阿拉伯語通過黎巴嫩歌曲流行於阿拉伯世界。黎巴嫩的正式出版物，例如報紙，通常用書面阿拉伯語、法語或英語發行。

黎巴嫩阿拉伯語通常用阿拉伯字母書寫。然而在非正式場合，如網上聊天室，也會用拉丁字母轉寫。黎巴嫩詩人赛义德·阿克勒曾推動使用拉丁字母，但未獲得廣泛認可。然而現在，許多阿拉伯網民在缺少阿拉伯語字母鍵盤時，會使用類似於سعيد عقل的拉丁轉寫，唯一的區別是網民們會用數字代替拉丁字母無法代表的阿拉伯語輔音。

用拉丁字母轉寫黎巴嫩阿拉伯語仍無統一標準。2012年，Antoine Rizk分析了黎巴嫩人在聊天室、社交網絡、手機短訊、電子郵件中使用拉丁轉寫的情況，並將其總結在一個網頁上。這會幫助黎巴嫩阿拉伯語的學習者在網上學習。

2010年，黎巴嫩語言學會（Lebanese Language Institute）發佈了黎巴嫩語鍵盤配置。這使得人們更易用與Unicode相容的拉丁字母書寫黎巴嫩語，且可用特殊符號替代缺失音節。

## 外部連結
- Learn Arabic Lebanese Youtube Channel（页面存档备份，存于）
- 黎巴嫩語言學會（Lebanese Language Institute）（页面存档备份，存于）